# Velarifictorus similis
Velarifictorus similis är en insektsart som först beskrevs av Lucien Chopard 1938.  Velarifictorus similis ingår i släktet Velarifictorus och familjen syrsor. Inga underarter finns listade i Catalogue of Life.